# Саван (округ)
Сава́н (англ. Savanne) — округ Маврикія. Названий по однойменних горах, які лежать на північ від Суяку.
Адміністративним центром округу є - село Суяк. Площа становить 244,8 км². Чисельність населення рівна 70 471 людини (на 2010 рік), щільність населення - 287,87 чол./км².